# Josh Turner
Josh Turner, ook bekend als Joshua Lee Turner en Josh Turner Guitar is een Amerikaanse singer-songwriter, multi-instrumentalist, muziekproducent en internetpersoonlijkheid, gevestigd in Brooklyn (New York).

## Jeugd
Turner begon met zingen op negenjarige leeftijd. Vijf jaar later, in januari 2006, begon hij gitaar te spelen nadat hem als verwoed gamer zijn Playstation door zijn ouders ontnomen werd. De volgende jaren bekwaamde hij zich in het bespelen van muziekinstrumenten zoals banjo, luit, mandoline, basgitaar, viool, mondharmonica, drums en piano.
Vanaf juli 2007 postte hij covers van bekende nummers op het YouTube-kanaal Josh Turner Guitar. Zijn eerste virale video, de cover van "Sultans of Swing" van Dire Straits, plaatste hij op 7 april 2012. In januari 2025 had deze video ruim 13 miljoen views. Het YouTube-kanaal Josh Turner Guitar telde dan meer dan 737.000 abonnees. en met zijn tweede kanaal, Josh Turner, Etc. bereikte hij bijna 50.000 abonnees.
Turner studeerde muziek aan de Butler-universiteit in Indianapolis waar hij lid was van het studentenkoor Butler Chorale en muzikaal leider van de a capella-groep Out Of The Dawg House (ΩΩΤΔΗ). In 2014, zijn laatste jaar aan de universiteit, coverde hij in het ABC televisieprogramma Good Morning America het Paul Simon-nummer "Graceland" dat populair werd op YouTube.

## Muzikale loopbaan
In 2018-2019 begeleidde Turner de touringshow The Simon & Garfunkel Story als een van de vaste muzikanten. Hij vertolkte Paul Simon in Graceland Live waarmee hij door het Verenigd Koninkrijk trok in de herfst van 2019.
Zijn eerste solo-album, As Good a Place as Any kwam uit in april 2019. Op 7 augustus 2020 bracht hij zijn tweede album uit: Public Life.

### The Other Favorites
Naast zijn solowerk vormt Josh Turner met jeugdvriend Carson McKee het folkduo The Other Favorites. McKee is opgegroeid in Charlotte (North Carolina). Turner kwam er wonen met zijn familie vanuit Cincinnati. Ze ontmoetten elkaar op de middelbare school (‘middle school’) in Charlotte toen ze auditie deden voor hun eighth-grade talent show. Een klasgenoot vroeg hen om een bluegrassgroep te vormen met hem.
Ze brachten in 2017 de EP Fools uit, in 2018 het studioalbum Naysayer en in 2019 het live album Live in London.
Op 19 november 2021 brengen The Other Favorites hun nieuwste album 'Unamericana' uit. In de aanloop naar de releasedatum presenteert het duo wekelijks een nieuwe song van het album op het YouTube-kanaal Josh Turner Guitar.

### Europese tournees

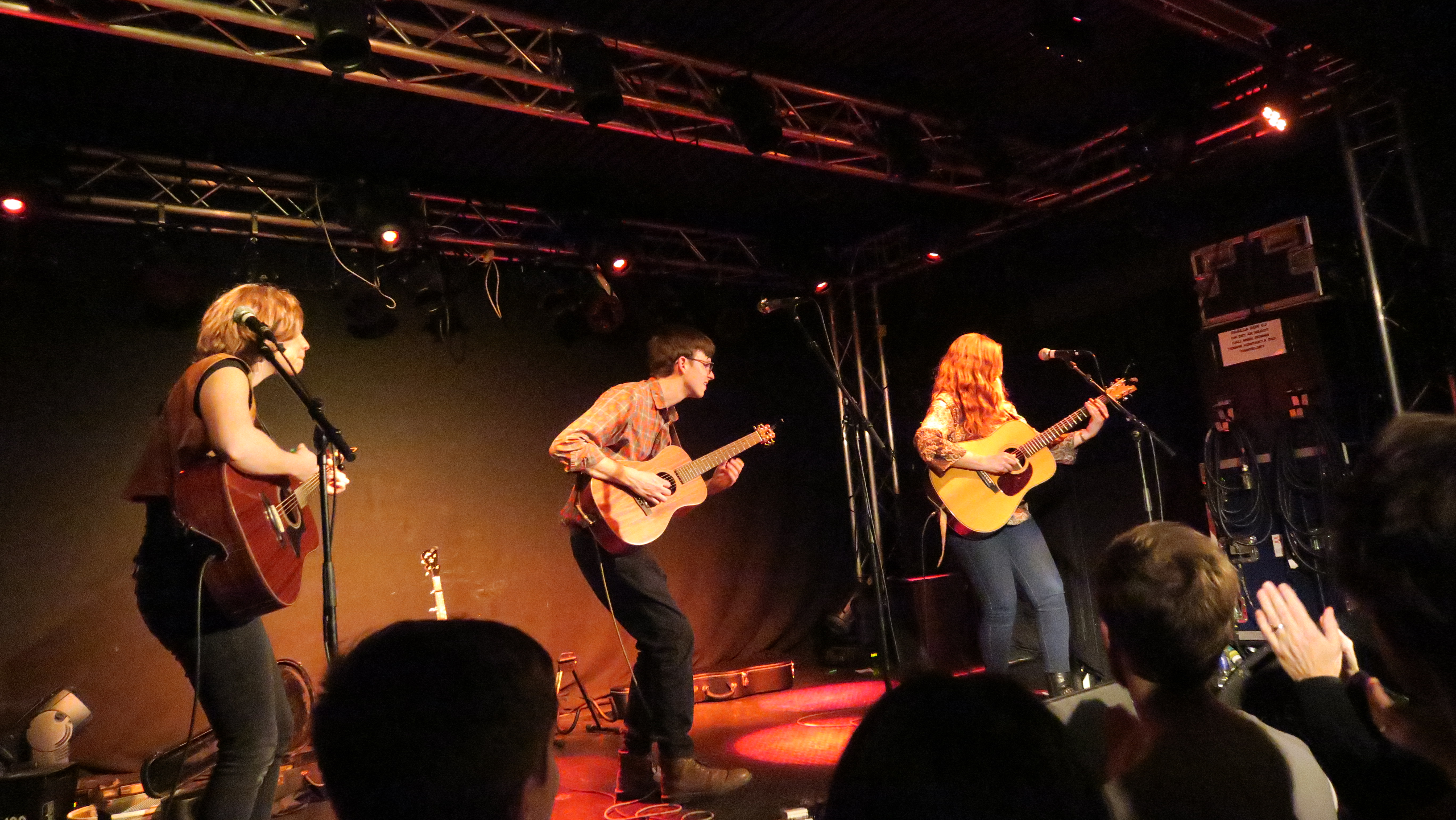
Reina del Cid, Josh Turner en Toni Lindgren (vlnr) tijdens een optreden in Göteborg op 23 maart 2019

Met Reina del Cid en Toni Lindgren met wie ze regelmatig samenwerken op YouTube, tourden Turner en McKee in wisselende samenstelling door Europa. Ze traden onder andere op in Bitterzoet in Amsterdam
op 17 augustus 2019 en in Madame Moustache in Brussel op 12 maart 2019. De voorziene, Europese tournee met Del Cid en Lindgren in 2020 moest vanwege corona geannuleerd worden. In de herfst van 2022 staat opnieuw een Europese tournee gepland. Ze treden o.a. op in Zaal Nova in Machelen op 24 september 2022 en in de Melkweg in Amsterdam op 26 september 2022.

## Discografie

### Solo
| Titel                  | Album details                                      |
| ---------------------- | -------------------------------------------------- |
| As Good a Place as Any | - Datum: april 2019 - Label: Bring Luck Records    |
| Public Life            | - Datum: augustus 2020 - Label: Bring Luck Records |

### The Other Favorites
| Titel                                                | Album details                                                          |
| ---------------------------------------------------- | ---------------------------------------------------------------------- |
| Novelty Josh Turner, Carson Mckee                    | - Jaar: 2011 - Label: The Other Favorites (Self-release)               |
| The Other Favorites (EP) (Josh Turner, Carson Mckee) | - Jaar: 2012 - Label: The Other Favorites (eigen beheer)               |
| Fools (EP) (Josh Turner, Carson Mckee)               | - Datum: September 2017 - Label: The Other Favorites (eigen beheer)    |
| Naysayer (Josh Turner, Carson Mckee)                 | - Datum: Juni 2018 - Label: The Other Favorites (eigen beheer)         |
| Live in London (Josh Turner, Carson Mckee)           | - Datum: 20 augustus 2019 - Label: Last Triumph                        |
| Unamericana (Josh Turner, Carson Mckee)              | - Datum: November 19, 2021 - Label: The Other Favorites (eigen beheer) |

### Andere albums
| Titel                                                        | Album details                                             |
| ------------------------------------------------------------ | --------------------------------------------------------- |
| Josh & Larkin (Josh Turner, Larkin Dodgen)                   | - Datum: Maart 2014 - Label: Josh & Larkin (eigen beheer) |
| Armed and Dangerous (Josh Turner, Carson Mckee, Bob Barrick) | - Datum: April 2017 - Label: Kingdom Jasmine              |

## Populairste YouTube-video's
| Nummer                                 |       | Datum             | Instrument                       | YouTube-kanaal     | Met                                                        | Views (x 1 milj.) |        |
| -------------------------------------- | ----- | ----------------- | -------------------------------- | ------------------ | ---------------------------------------------------------- | ----------------- | ------ |
| Sultans of Swing                       | cover | 7 april 2012      | Elektrische gitaar               | Josh Turner Guitar | -                                                          | 12,4              | [ 24 ] |
| Folsom Prison Blues                    | cover | 12 augustus 2018  | Akoestische gitaar               | Josh Turner Guitar | Carson Mckee                                               | 5,8               | [ 25 ] |
| Stuck in the middle with you           | cover | 12 augustus 2019  | Basgitaar                        | Josh Turner Guitar | Carson McKee Reina del Cid Toni Lindgren                   | 5,6               | [ 26 ] |
| Take it Easy                           | cover | 13 mei 2017       | Elektrische gitaar               | Josh Turner Guitar | Carson Mckee                                               | 4,4               | [ 27 ] |
| Don't Think Twice, It's All Right      | cover | 9 november 2011   | Akoestische gitaar               | Josh Turner Guitar | Carson McKee                                               | 3,9               | [ 28 ] |
| Harvest Moon                           | cover | 7 juli 2019       | Basgitaar                        | Reina del Cid      | Carson McKee Reina del Cid Toni Lindgren                   | 3,8               | [ 29 ] |
| Crazy                                  | cover | 5 november 2018   | Akoestische gitaar               | Josh Turner Guitar | Allison Young                                              | 3,4               | [ 30 ] |
| Acoustic Blues in D                    | cover | 2 maart 2015      | Akoestische gitaar               | Josh Turner Guitar | -                                                          | 3,3               | [ 31 ] |
| Sloop John B                           | cover | 15 november 2018  | Elektrische gitaar               | Josh Turner Guitar | Alec Hamilton Ben Cooley Taylor Bloom Marc Encabo Bob Sale | 3,2               | [ 32 ] |
| Knockin' on Heaven's Door              | cover | 4 januari 2013    | Akoestische gitaar               | Josh Turner Guitar | Carson Mckee                                               | 2,9               | [ 33 ] |
| Eleanor Rigby                          | cover | 14 februari 2017  | Akoestische gitaar               | Josh Turner Guitar | -                                                          | 2,9               | [ 34 ] |
| Can't Help Falling in Love             | cover | 18 juli 2017      | Akoestische gitaar               | Amber Taylor Music | Amber Ordaz Taylor Neita                                   | 2,7               | [ 35 ] |
| Life in the fast lane                  | cover | 10 augustus 2012  | Akoestische gitaar               | Josh Turner Guitar | Carson McKee                                               | 2,7               | [ 36 ] |
| Feeling Good                           | cover | 23 augustus 2015  | Akoestische gitaar               | Josh Turner Guitar | Larkin Dodgen                                              | 2,6               | [ 37 ] |
| Operator (That's Not the Way It Feels) | cover | 7 juli 2019       | Akoestische gitaar               | Josh Turner Guitar | Carson McKee Reina del Cid Toni Lindgren                   | 2,6               | [ 38 ] |
| Mamma Mia                              | cover | 25 november 2019  | Banjo                            | Josh Turner Guitar | Carson McKee Marie                                         | 2,3               | [ 39 ] |
| Paradise                               | cover | 28 juni 2016      | Banjo                            | Josh Turner Guitar | Carson Mckee Kingdom Jasmine                               | 2,1               | [ 40 ] |
| Honky Tonk Women                       | cover | 21 oktober 2016   | Elektrische gitaar Cowbell Drums | Josh Turner Guitar | -                                                          | 2,1               | [ 41 ] |
| Graceland                              | cover | 13 februari 2013  | Elektrische gitaar               | Josh Turner Guitar | -                                                          | 1,9               | [ 42 ] |
| For What It's Worth                    | cover | 7 februari 2019   | Elektrische gitaar               | Josh Turner Guitar | Alec Hamilton Ben Cooley Taylor Bloom Marc Encabo Bob Sale | 1,9               | [ 43 ] |
| The Times They are a-Changin'          | cover | 30 januari 2017   | Akoestische gitaar               | Josh Turner Guitar | Carson Mckee                                               | 1,8               | [ 44 ] |
| Bury a Friend                          | cover | 27 februari 2019  | Akoestische gitaar               | Josh Turner Guitar | Ben Cooley Taylor Bloom                                    | 1,6               | [ 45 ] |
| Sixteen Tons                           | cover | 4 juni 2019       | Akoestische gitaar               | Josh Turner Guitar | Carson McKee                                               | 1,6               | [ 46 ] |
| Little Wing                            | cover | 2 maart 2014      | mandoline Bas-ukelele cajón      | Josh Turner Guitar | -                                                          | 1,5               | [ 47 ] |
| Fever                                  | cover | 20 september 2019 | Elektrische gitaar               | Josh Turner Guitar | Allison Young                                              | 1,2               | [ 48 ] |